# Bahnhof Keikyū Kamata
Der Bahnhof Keikyū Kamata (jap. 京急蒲田駅, Keikyū Kamata-eki) ist ein Bahnhof in der japanischen Hauptstadt Tokio. Er wird von der Bahngesellschaft Keikyū betrieben und ist ein bedeutender Verkehrsknotenpunkt im Süden des Bezirks Ōta.

## Verbindungen
Keikyū Kamata ist ein Trennungsbahnhof an der Keikyū-Hauptlinie, die überwiegend dem Westufer der Bucht von Tokio folgt und von Tokio über Yokohama nach Uraga auf der Miura-Halbinsel führt. Das Zugangebot ist sehr dicht: Tagsüber fahren 15 Züge je Stunde, während der Hauptverkehrszeit bis zu 23 Züge stündlich. Abgesehen von wenigen Ausnahmen halten hier sämtliche auf der Keikyū-Hauptlinie verkehrenden Züge. Von überregionaler Bedeutung sind die Airport Express, die sowohl von Tokio her als auch von Zushi-Hayama über Yokohama zum Flughafen Haneda. Weitere Schnellzüge sind die Limited Express, die Uraga und Misakiguchi mit Tokio verbinden. Alle nach Tokio verkehrenden Schnellzüge werden in Sengakuki zur U-Bahn durchgebunden, während Shinagawa das Ziel der Nahverkehrszüge ist. Keikyū Kamata ist auch die westliche Endstation der Keikyū-Flughafenlinie zum Flughafen Haneda. Je nach Tageszeit verkehren stündlich sieben bis 13 Züge, wobei fast alle in Keikyū Kamata auf die Hauptlinie weitergeleitet werden oder von dieser kommen.
Auf dem westlichen und östlichen Bahnhofsvorplatz gibt es Bushaltestellen, die von insgesamt sechs Linien der Gesellschaft Keihin Kyūkō Bus bedient werden. Etwa 800 Meter westlich des Bahnhofs Keikyū Kamata steht der Bahnhof Kamata an der Tōkaidō-Hauptlinie von JR East.

## Anlage
Der Bahnhof steht an der Grenze zwischen den Stadtteilen Kamata im Westen, Minamikamata im Südosten und Higashikamata im Nordosten, die alle zum Tokioter Bezirk Ōta gehören. Während sich an der Ostseite überwiegend Wohnviertel befinden, konzentrieren sich an der Westseite kommerzielle Einrichtungen. Darunter sind die überdachte Einkaufsstraße Keihin Kamata shōten-gai und das Einkaufszentrum Asuto. Ebenso ist dort der Kamata-Hachiman-Schrein zu finden.
Die von Nordosten nach Südwesten ausgerichtete Anlage ist dreigeschossig und umfasst sechs Gleise auf einem Viadukt mit zwei Ebenen, die alle dem Personenverkehr dienen. Im Erdgeschoss des 24 Meter hohen Bauwerks befinden sich die betrieblichen Einrichtungen und die Fahrkartenschalter, während außerhalb davon Parkplätze und Fahrradabstellanlagen unter dem Viadukt angeordnet sind. Züge in nördlicher Richtung nutzen die Gleise im ersten Obergeschoss, Züge in südlicher Richtung jene im zweiten Obergeschoss. Beide Gleisebenen umfassen einen breiten Mittelbahnsteig, der jeweils drei Gleise erschließt. Während in beiden Fällen zwei Gleise sich über die gesamte Länge erstrecken, verringert sich die Breite der Bahnsteige am südlichen Ende, um Platz für zusätzliche, zu überholende Kurzzüge zu schaffen. Treppen, Rolltreppen und Aufzüge stellen die Verbindung zwischen den Ebenen her. Beide Bahnsteige sind mit Bahnsteigtüren ausgestattet. Bis Mai 2010 war der Bahnhof eine ebenerdige Anlage mit zwei Mittelbahnsteigen und drei Gleisen. In einer Übergangsphase bis zum Abschluss des Umbaus im Oktober 2012 stand auf dem teilweise errichteten Viadukt ein Mittelbahnsteig zur Verfügung, ebenerdig ein weiterer Mittelbahnsteig (je zwei Gleise).
Im Fiskaljahr 2019 nutzten durchschnittlich 65.123 Fahrgäste täglich den Bahnhof.

## Bilder

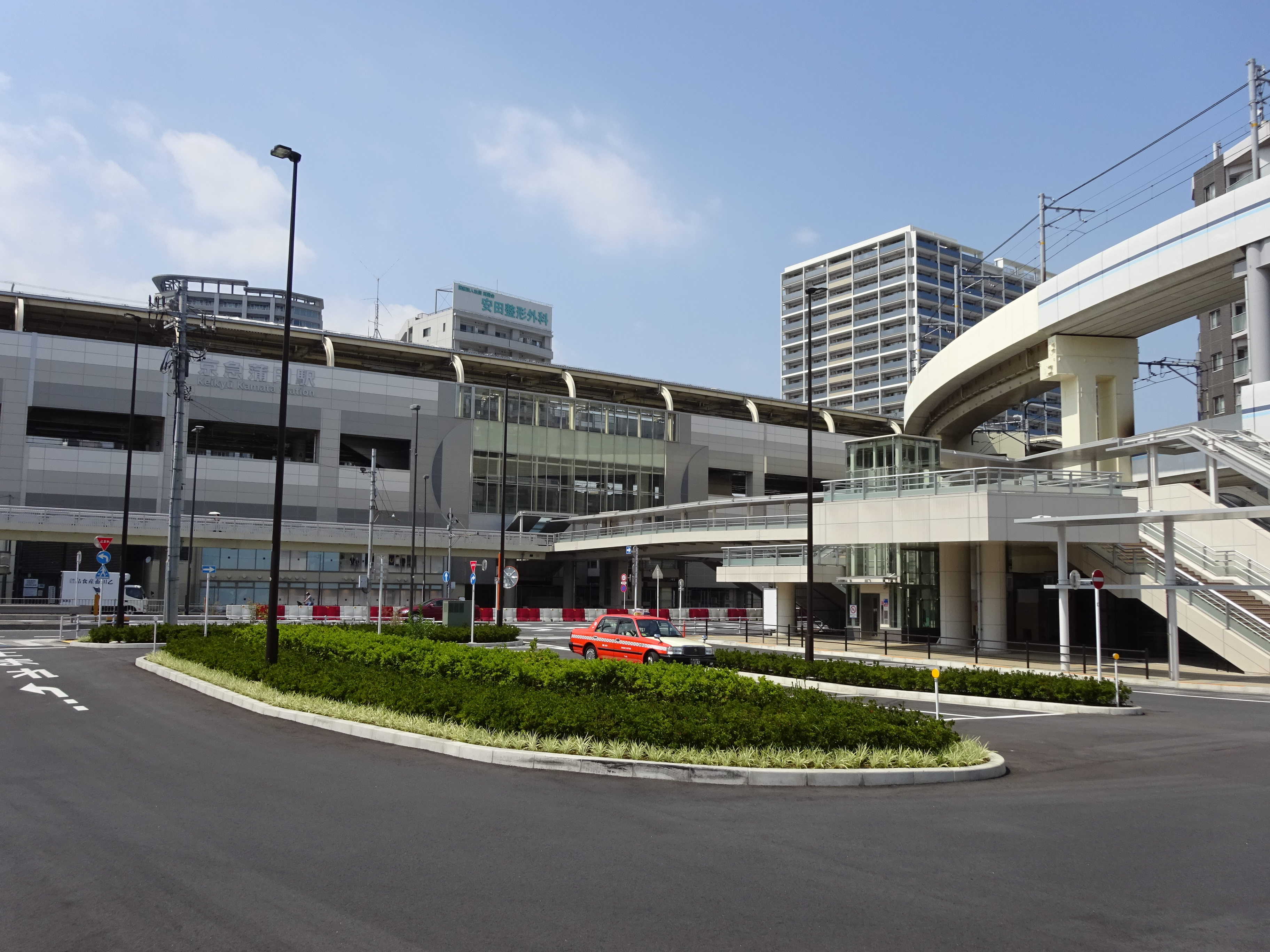
Östlicher Eingang
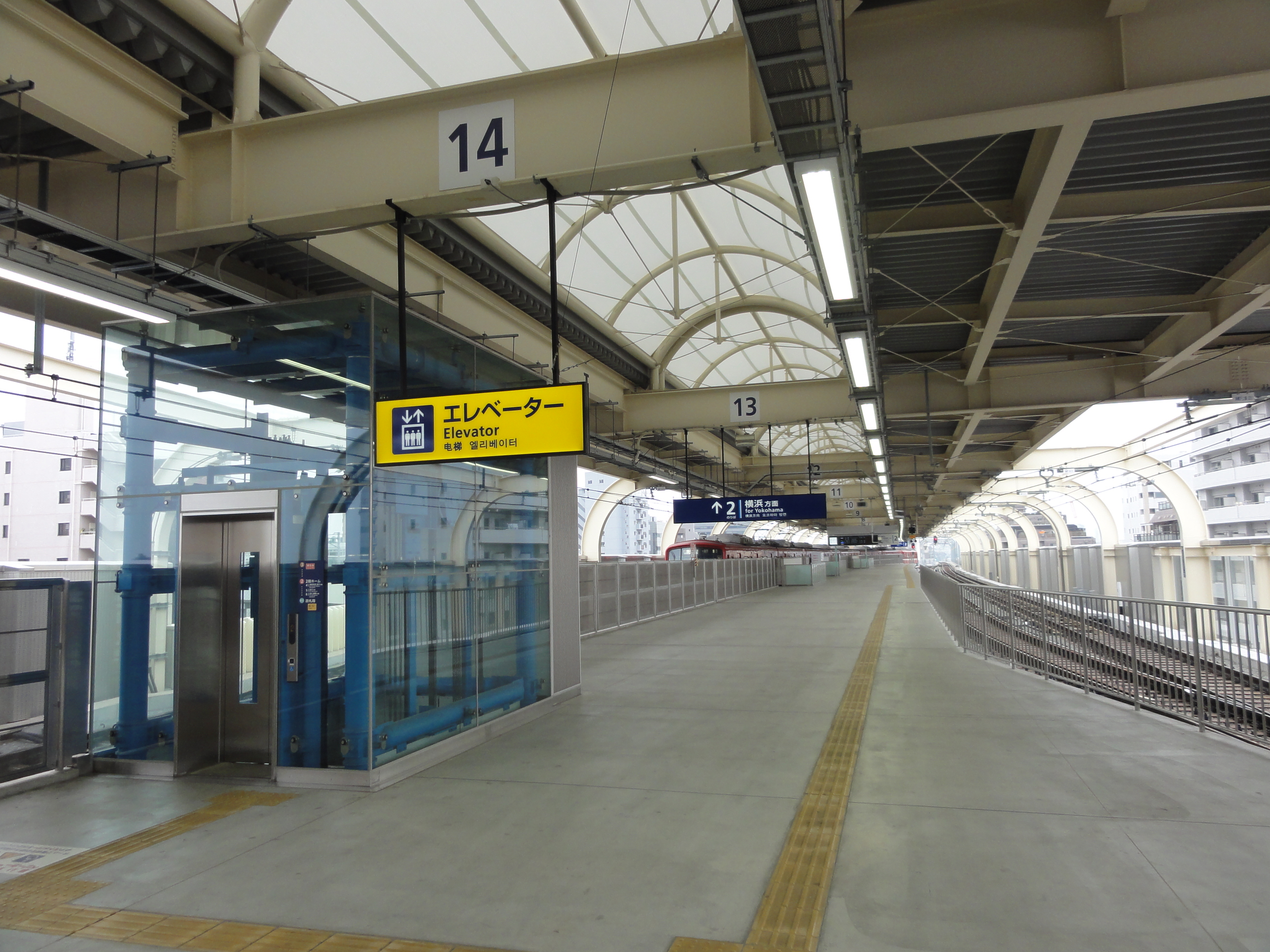
Oberer Bahnsteig, mit Verengung für das dritte Gleis
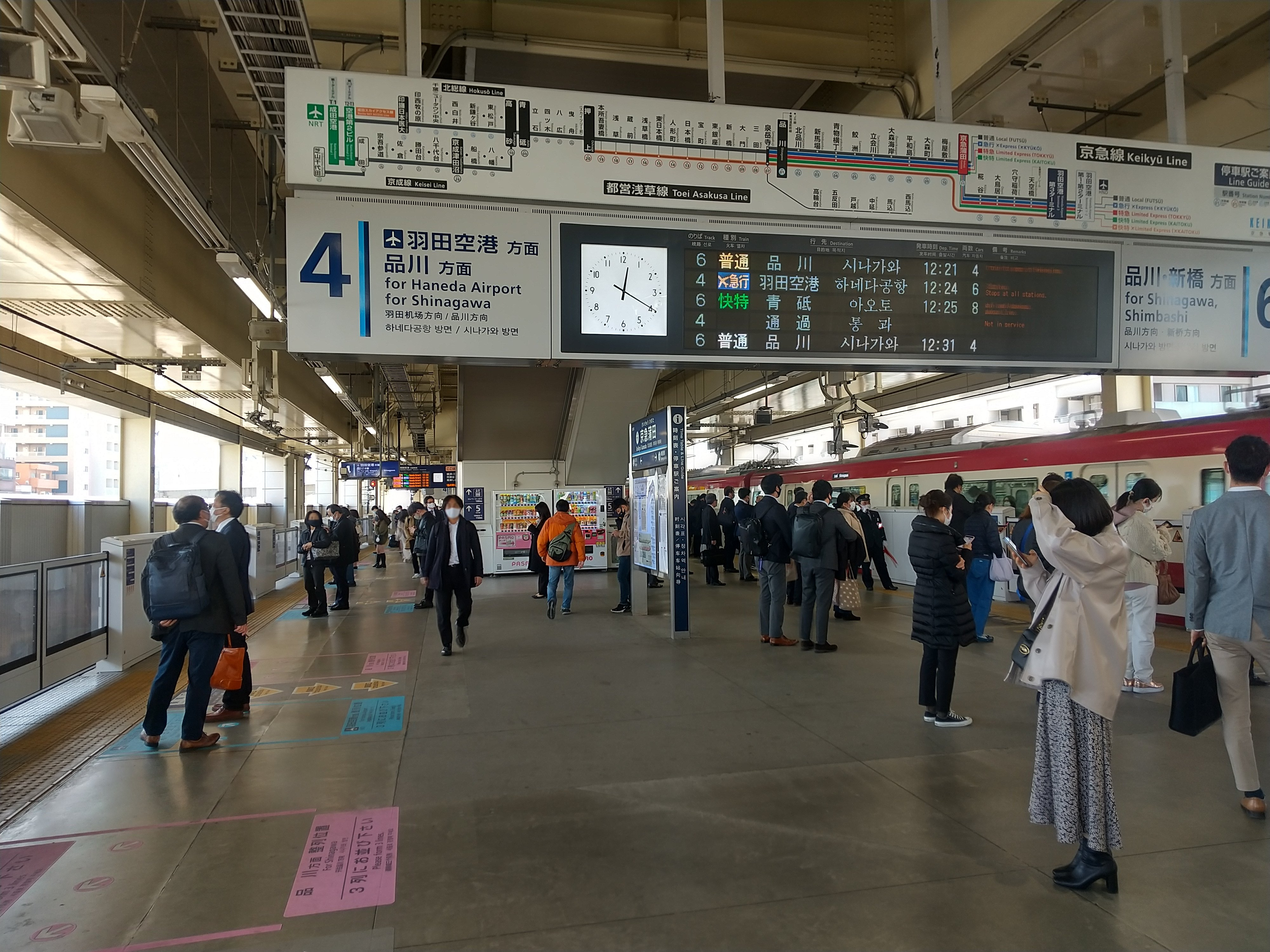
Unterer Bahnsteig
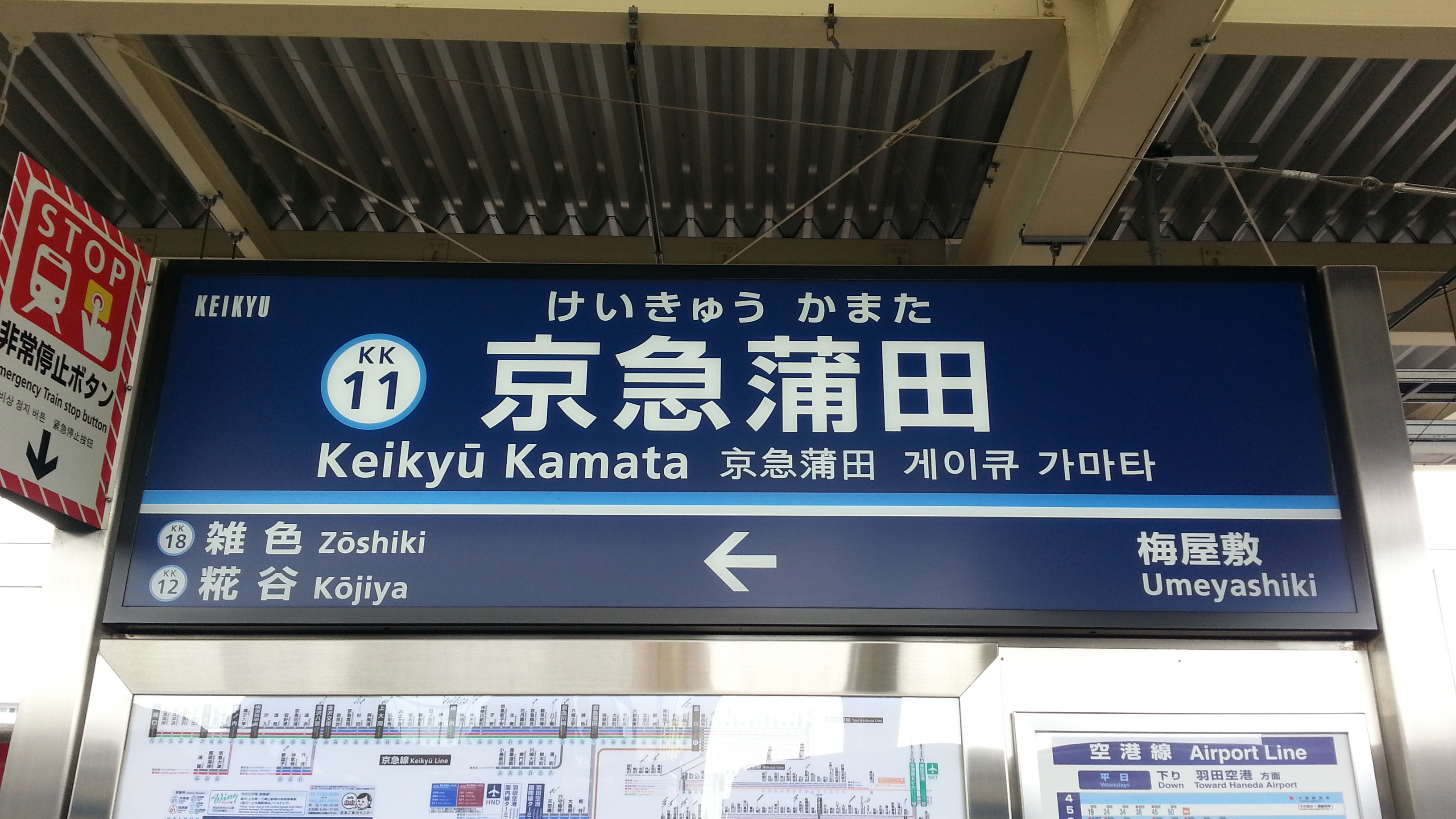
Bahnhofsschild (Januar 2021)

## Gleise
Obere Ebene
| 1   | ▉ Keikyū-Flughafenlinie | Haneda Airport Terminal 1·2 (von Shinagawa her)        |
| 1/2 | ▉ Keikyū-Hauptlinie     | Yokohama • Kamiōoka • Zushi-Hayama (vom Flughafen her) |
| 2/3 | ▉ Keikyū-Hauptlinie     | Yokohama • Kamiōoka • Miurakaigan                      |

Untere Ebene
| 4   | ▉ Keikyū-Flughafenlinie | Haneda Airport Terminal 1·2 (von Yokohama her) |
| 5/6 | ▉ Keikyū-Hauptlinie     | Shinagawa • Asakusa-Linie                      |

## Linien
| Verlauf der Keikyū-Hauptlinie |
| --- |
| Sengakuji • Shinagawa • Kitashinagawa • Shimbamba • Aomono-yokochō • Samezu • Tachiaigawa • Ōmorikaigan • Heiwajima • Ōmorimachi • Umeyashiki • Keikyū Kamata • Zōshiki • Rokugōdote • Keikyū Kawasaki • Hatchōnawate • Tsurumi-Ichiba • Keikyū Tsurumi • Kagetsu-sōjiji • Namamugi • Keikyū Shinkoyasu • Koyasu • Kanagawa-Shimmachi • Keikyū Higashi-kanagawa • Kanagawa • Yokohama • Tobe • Hinodechō • Koganechō • Minamiōta • Idogaya • Gumyōji • Kamiōoka • Byōbugaura • Sugita • Keikyū Tomioka • Nōkendai • Kanazawa-bunko • Kanazawa-hakkei • Oppama • Keikyū Taura • Anjinzuka • Hemi • Shioiri • Yokosuka-chūō • Kenritsudaigaku • Horinouchi • Keikyū Ōtsu • Maborikaigan • Uraga |

| Verlauf der Keikyū-Flughafenlinie                                                                                      |
| --- |
| Keikyū Kamata • Kōjiya • Ōtorii • Anamori-inari • Tenkūbashi • Haneda Airport Terminal 3 • Haneda Airport Terminal 1·2 |

## Geschichte
Die private Bahngesellschaft Keihin Denki Tetsudō eröffnete den Bahnhof Kamata (蒲田) am 1. Februar 1901, zusammen mit dem Abschnitt Ōmorikaigan–Rokugōbashi der späteren Keikyū-Hauptlinie. Am 28. Juni 1902 eröffnete sie auch den ersten Abschnitt der damals so bezeichneten Anamori-Linie (heutige Keikyū-Flughafenlinie), die hier abzweigte und nach Anamori-inari führte. Um Verwechslungen mit dem nahe gelegenen Bahnhof Kamata an der Tōkaidō-Hauptlinie zu vermeiden, erfolgte am 1. November 1925 die Umbenennung des Bahnhofs in Keihin Kamata (京浜蒲田). Bei einer Studentendemonstration am 16. Dezember 1969, die sich gegen einen Besuch von Außenminister Satō Eisaku in den USA richteten, kam es zu Gewalttätigkeiten; dabei wurde unter anderem ein Molotowcocktail ins Bahnhofsgebäude geworfen (zu ähnlichen Ausschreitungen kam es auch im Bahnhof der Staatsbahn).
Am 1. Juni 1987 erhielt der Bahnhof seinen heutigen Namen. Die Verlängerung der Flughafenlinie zu den neuen Terminals des Flughafens Tokio-Haneda erforderte einen markanten Umbau, um umsteigefreie Verbindungen von und aus Richtung Tokio anbieten zu können. So gingen am 12. Juni 1995 neue Bahnsteige in Betrieb, die Züge mit bis zu zwölf Wagen aufnehmen können. Die Inbetriebnahme von Verbindungsgleisen zwischen der Flughafen- und der Hauptlinie ermöglichte ab 12. Oktober 2002 auch den Einsatz direkter Flughafenzüge von und in Richtung Yokohama. 2005 begann ein weiterer Umbau des Bahnhofs, um diesen in mehreren Etappen auf einen Viadukt zu verlegen. Nach insgesamt sieben Jahren Bauzeit war das Vorhaben am 21. Oktober 2012 abgeschlossen. Das unter den neuen Hochbahngleisen befindliche Einkaufszentrum Wing Kitchen Keikyu Kamata öffnete seine Tore drei Jahre später am 11. Dezember 2015.

## Projekt
Seit 2014 bestehen Pläne, die Tōkyū Tamagawa-Linie vom Bahnhof Kamata um etwa 800 Meter durch einen Tunnel in östlicher Richtung zum Bahnhof Keikyū Kamata zu verlängern, um die Erreichbarkeit des Flughafens Tokio-Haneda verbessern. Ursprünglich war vorgesehen, das Projekt noch vor den Olympischen Sommerspielen 2020 zu verwirklichen, doch erwies sich dieser Zeitplan als viel zu ambitioniert. Im Juni 2022 einigte sich der Bezirk Ōta mit der Präfekturregierung von Tokio darauf, 70 Prozent der Projektkosten, die 136 Milliarden Yen betragen, zu übernehmen; für die restlichen 30 Prozent soll die Präfektur aufkommen.